# Nevraphes korbi
Nevraphes korbi é uma espécie de insetos coleópteros polífagos pertencente à família Scydmaenidae.
A autoridade científica da espécie é Reitter, tendo sido descrita no ano de 1885.
Trata-se de uma espécie presente no território português.